# Bothrops moojeni
Espèce
Bothrops moojeni est une espèce de serpents de la famille des Viperidae.

## Répartition
Cette espèce se rencontre :
- dans l'est de la Bolivie ;
- au Brésil dans les États du Piauí, du Paraná, de São Paulo, du Mato Grosso, du Mato Grosso do Sul, du Minas Gerais, du Goiás et du Maranhão ;
- dans l'est du Paraguay ;
- en Argentine dans la province de Misiones.

## Description
C'est un serpent venimeux.

## Publication originale
- Hoge, 1966 "1965" : Preliminary account on Neotropical Crotalinae (Serpentes: Viperidae). Memorias do Instituto de Butantan, vol. 32, p. 109-184.